# Герб Искателей
Герб муниципального образования «Городское поселение „Рабочий посёлок Искателей“» Заполярного муниципального района Ненецкого автономного округа Российской Федерации — опознавательно-правовой знак, служащий официальным символом муниципального образования.
Герб утверждён решением Искательского поселкового Совета № 183 от 26.06.2012 года
Герб внесён в Государственный геральдический регистр Российской Федерации с присвоением регистрационного номера 7955.

## Описание герба
Геральдическое описание (блазон) гласит:
В лазоревом поле вписанный золотой факел, лазоревое пламя которого в серебряной главе; позади факела — золотые молоток (острым концом внутрь) и кирка накрест

## Обоснование символики герба
Рабочий посёлок Искателей расположен на правом берегу р. Печоры, в 6 км от города Нарьян-Мар. Существует как посёлок геологоразведчиков с 1968 года. Название Искателей посёлок получил 20 марта 1974 года. Решением Исполнительного комитета Архангельского областного Совета депутатов трудящихся от 1 марта 1982 года № 78 посёлок Искателей отнесён к категории рабочих поселков. 25 июня 1982 года состоялась первая организационная сессия народных депутатов Искательского поселкового Совета первого созыва и образован поселковый Совет. Законом Ненецкого автономного округа от 24 февраля 2005 года № 557-ОЗ «Об административно-территориальном устройстве Ненецкого автономного округа» рабочий посёлок Искателей наделяется статусом муниципального образования — городское поселение: (административный центр — рабочий посёлок Искателей), входящим в состав территории муниципального района «Заполярный район».
Символика герба рабочего поселка Искателей многозначна:
— факел, как бы возникающий из оконечности герба — аллегория буровой скважины, уходящей в недра земли;
— лазоревое пламя — символ богатств недр Ненецкого автономного округа нефтью и газом, добываемых ООО Нарьянмарнефтегаз, ОАО «Ненецкая нефтяная компания», расположенных в рабочем посёлке Искателей и являющихся градообразующими предприятиями;
— скрещённые инструменты геологов (молоток и кирка) символизируют первоначальное предназначение посёлка и предприятие ЗАО «Севергеолдобыча», ОАО «Нарьян-Марсейсморазведка», ООО «Поморнефтегазгеофизика», связанное с геологоразведкой;
— цветовое решение поля герба (серебро, дамасцированное под Северное сияние, и лазурь, дамасцированное снежинками) символизирует расположение рабочего посёлка Искателей за Полярным кругом в зоне вечной мерзлоты.
— лазурь — символ реки Печора и её многочисленных рукавов и протоков. Лазурь также символ возвышенных устремлений, искренности, преданности, возрождения.
Золото — символ богатства, стабильности, уважения и интеллекта, жизненной энергии.

## История герба
В 2004 году в посёлке был проведён конкурс на лучший проект герба посёлка Искателей. Победителем конкурса стал житель посёлка Николай Петриченко. В его проекте герба были изображены нефтяная вышка и восходящее солнце.. Официально данный проект утверждён не был.
Ныне действующий герб посёлка был разработан Союзом геральдистов России.
Авторская группа создания герба: идея герба — Константин Мочёнов (Химки); художник и компьютерный дизайн — Оксана Афанасьева (Москва); обоснование символики: Вячеслав Мишин (Химки).